# مطار تونج
مطار تونج هو مطار يقع في تونج بولاية واراب في جنوب السودان.